# Can Carbassot
Can Carbassot és una masia del poble de Riells del Fai, en el terme municipal de Bigues i Riells, a la comarca catalana del Vallès Oriental.
Les seves ruïnes són a l'extrem nord-oriental del terme del poble de Riells del Fai, al nord del terme municipal de Bigues i Riells. És a la part alta de la vall del torrent del Pollancre, a prop i al nord-est de les ruïnes de Can Berga Vell, també al nord-est de les de Can Coll. És a ponent del Collet de Can Tripeta i al nord-oest del Puiggraciós. Són molt a prop dels Cingles de Bertí, a migdia del lloc on es troben les Balmes del Traver i el Grau Mercader.
Malgrat la seva pertinença al terme municipal de Bigues i Riells, no pertanyia a cap de les dues parròquies d'aquest terme, sinó a la veïna parròquia de Sant Pau de Montmany, pertanyent al Figueró i Montmany.
Era una construcció popular del segle xix, que, ja abandonada, rebé directament les conseqüències del gran incendi forestal del 1994; es cremà l'embigat i s'ensorrà la teulada.
Està inclosa en el Catàleg de masies i cases rurals de Bigues i Riells.